# Рефюрио (окръг, Тексас)
Окръг Рефюрио (на английски: Refugio County) е окръг в щата Тексас, Съединени американски щати. Площта му е 2121 km², а населението - 7828 души (2000). Административен център е град Рефюрио.